# 香港巴豆
香港巴豆（學名：Croton hancei），大戟科植物，是香港境內的極危物種，是香港本土獨有的一種巴豆。在消失多年後，於1997年，香港巴豆在青衣島再被發現，現在受香港法例第96A章的保護。現時香港巴豆有兩個亞種：一個是最初發現的品種，另一個是後來發現的變種。

## 發現歷史
在1850年代（19世纪50年代），漢斯（H. F. Hance）於香港島發現香港巴豆，經鑑定為香港首次發現的物種。之後植物學家乔治·边沁（George Bentham）於1861年在他的《香港植物誌》（Flora Hongkongensis）記下了這個新的物種，但此後再無縱影。
1997年2月21日，香港漁農自然護理署植物標本室的職員在三支香的最高峰，南邊的山坡附近，一個林地找到一種在香港從未見過的大戟科灌木，是一種巴豆屬的植物。最後經華南植物研究所的專家鑑定證實，確認它是百多年來未再有發現的香港巴豆。
現在香港巴豆的發現地點，即那一個1.05公頃的山坡，劃為香港具特殊科學價值地點（SSSI），可以保護這個罕有的物種。漁農自然護理署自然護理署亦在嘗試為香港巴豆進行就地保育、遷地保育及試驗人工繁植。

## 特徵
香港巴豆成長於山地林中，6月開花，由於其花果較為細小，因此不容易被發覺到，漁農自然護理署自然護理主任葉國樑指，「香港巴豆的果實只有手指頭大小，屬於有毒性植物，絕對不能吃。」。香港巴豆是香港本地獨有的物種，現時僅見於香港青衣島，屬於灌木或小喬木；嫩枝和花序均被貼伏的星狀毛。花瓣狹小；雄蕊約16枚，雌花通常1朵生於花序基部；萼片長圓形，長4至5毫米；子房近球形。香港巴豆一般高約2米。

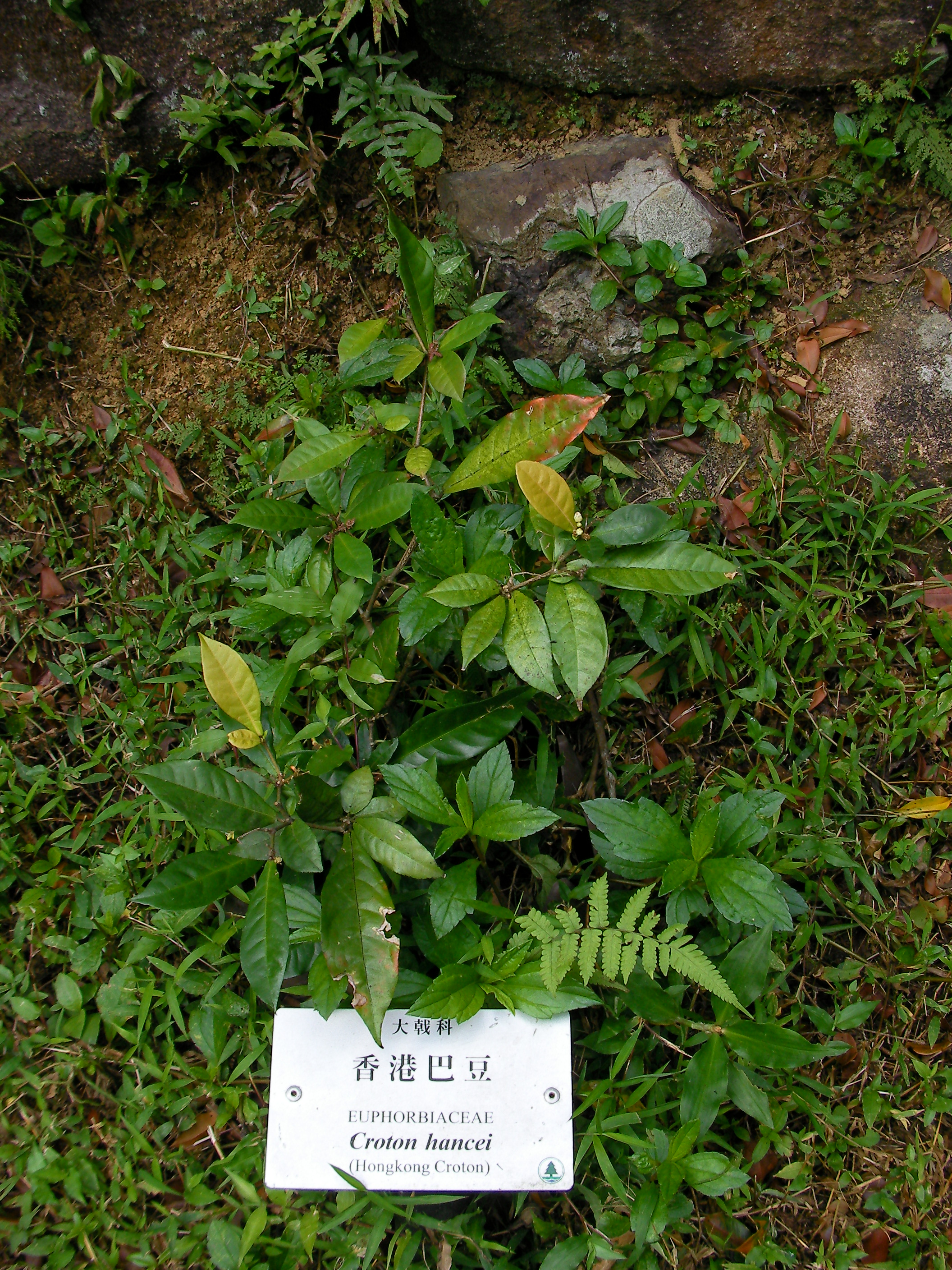
香港巴豆

## 參看
- 斑籽烏（木臼）：一種與香港巴豆非常類似的植物。

## 外部連結
- . Hong Kong Herbarium.   [2007-03-01]. （原始内容存档于2007-09-27）. （页面存档备份，存于）
- . Hong Kong Herbarium.   [2007-03-01]. （原始内容存档于2007-09-27）. （页面存档备份，存于）
- . hknature.net.   [2007-03-01]. （原始内容存档于2003-12-13）. （页面存档备份，存于）
- 香港巴豆
- 香港巴豆重現香江
- 生態日記